# Board of European Students of Technology
Борд на Европейските Студенти по Технологии (BEST) е неправителствена, неполитическа и нестопанска организация. BEST има над 3800 доброволци, които са членове на локални групи в 97 технически университета в 34 държави.

## Дейности
- Осигуряване на допълнително обучение
- Осигурябане на кариерна заетост
- Дава възможност на студентите да подобрят образованието в цяла Европа[1]

## Структура
Структурата на BEST е разделена на 3 различни нива: локално, регионално и международно. Всяка от 95-те локални групи представлява организацията локално в своя университет. За да има по-ефективна комуникация между локалните групи и международния BEST, 95-те локални групи са разделени в 11 региона, които се координират от регионални съветници. И накрая има международен екип, който се състои от 10 департамента. Цялата организация се управлява от Международния борд на BEST.

### Локални групи в BEST
Локалната група в BEST предсавлява група от хора, членове на организацията, от един университет. Тези групи отговарят за популяризиране на организацията и организиране на дейности, свързани с BEST, в техния университет.

### Международни департаменти
| департаменти                       | описание |
| ---------------------------------- | --- |
| Competitions Department            | Има за цел да подкрепи и развие висококачествени инженерни състезания, съобразно нуждите на BEST.                                                                                        |
| Corporate Relations Department     | Подкрепя Ковчежника за осигуряване на ресурси за Международния BEST, за да работи и постига целите на организацията.                                                                     |
| Design Department                  | Предоставя дизайн материали за нуждите на BEST, за да поддържа и укрепи имиджа на организацията.                                                                                         |
| Educational Involvement Department | Има за цел да повиши осведомеността и участието на студентите в образованието, да събере техния принос и да го разпространи до съответните заинтересовани страни от висшето образование. |
| Grants Department                  | Сътрудничи си със спонсори, за да осигури финансова подкрепа на BEST чрез съвместни проекти.                                                                                             |
| IT Department                      | Орган на BEST, който се вслушва в IT нуждите на организацията и осигурява технически ресурси и услуги, за да подпомогне цялата организация при постигане на нейните цели и визии.        |
| Membership Department              | Предоставя подкрепа на новите локални групи, основани в Европа. |
| Public Relations Department        | Изгражда и поддържа външният облик на BEST. |
| Training Department                | Има за цел членовете на BEST да се развиват и да допринасят ефективно за организацията, подпомагайки ѝ да постигне целите си, като поддържа и развива системата за обучение на BEST.     |
| Vivaldi Department                 | Осъществява надзор и подпомага организирането на събития в съответствие с правилата на организацията.                                                                                    |

### Интернационален борд
| Позиция                                     | Име                 |
| ------------------------------------------- | ------------------- |
| Президент                                   | Senne J. Meeusen    |
| Ковчежник                                   | Walid G. H. Saad    |
| Секретар                                    | Daniel Ansia Dibuja |
| Вицепрезидент по Човешки Ресурси            | Egemen Nas          |
| Вицепрезидент по Проекти                    | Ifigeneia Sideri    |
| Вицепрезидент по Услуги                     | Paulina Kopton      |
| Вице президент по Съпорт на локалните групи | Osvaldo Gonzalez    |

## Партниращи организации
BEST сътрудничи с 4 други студентски организации:
- bonding-studenteninitiative e.V.[2] (от Германия, от 1997 г. насам)
- Canadian Federation of Engineering students,[3] (започнала през 2010 г.)
- Association des États Généraux des Étudiants de l'Europe (AEGEE)[4] – от 2010 г.
- European Students of Industrial Engineering and Management (ESTIEM)[5] – от 2011 г.

BEST също предсавлява своите студенти в някои тематични мрежи. Например:
- Sputnic[6]
- VM-Base[7]
- TREE[8]
- EIE-Surveyor[9]

BEST е член на следните организации, занимаващи се с инженерно образование:
- SEFI,
- IFEES[10]
- FEANI.[11]

|  | Тази страница частично или изцяло представлява превод на страницата Board of European Students of Technology в Уикипедия на английски. Оригиналният текст, както и този превод, са защитени от Лиценза „Криейтив Комънс – Признание – Споделяне на споделеното“, а за съдържание, създадено преди юни 2009 година – от Лиценза за свободна документация на ГНУ. Прегледайте историята на редакциите на оригиналната страница, както и на преводната страница, за да видите списъка на съавторите. ВАЖНО: Този шаблон се отнася единствено до авторските права върху съдържанието на статията. Добавянето му не отменя изискването да се посочват конкретни източници на твърденията, които да бъдат благонадеждни. |